# Coronel Martins
Coronel Martins este un oraș în Santa Catarina (SC), Brazilia.